# Zartwitzer Hütte
Zartwitzer Hütte ist eine Splittersiedlung im Ortsteil Boek der Gemeinde Rechlin im Landkreis Mecklenburgische Seenplatte (Amt Röbel-Müritz) in Mecklenburg-Vorpommern.

## Geographie
Der Ort liegt im Teilgebiet Müritz des Müritz-Nationalparks auf einer Waldlichtung, zwölf Kilometer nordöstlich von Rechlin und 20 Kilometer südöstlich von Waren (Müritz) auf einer Geländehöhe von etwa 60–70 m ü. NHN. Nord-westlich befindet sich der Landsee südöstlich der Kronensee.

## Geschichte

Zartwitzer Hütte zu Beginn des 20. Jahrhunderts

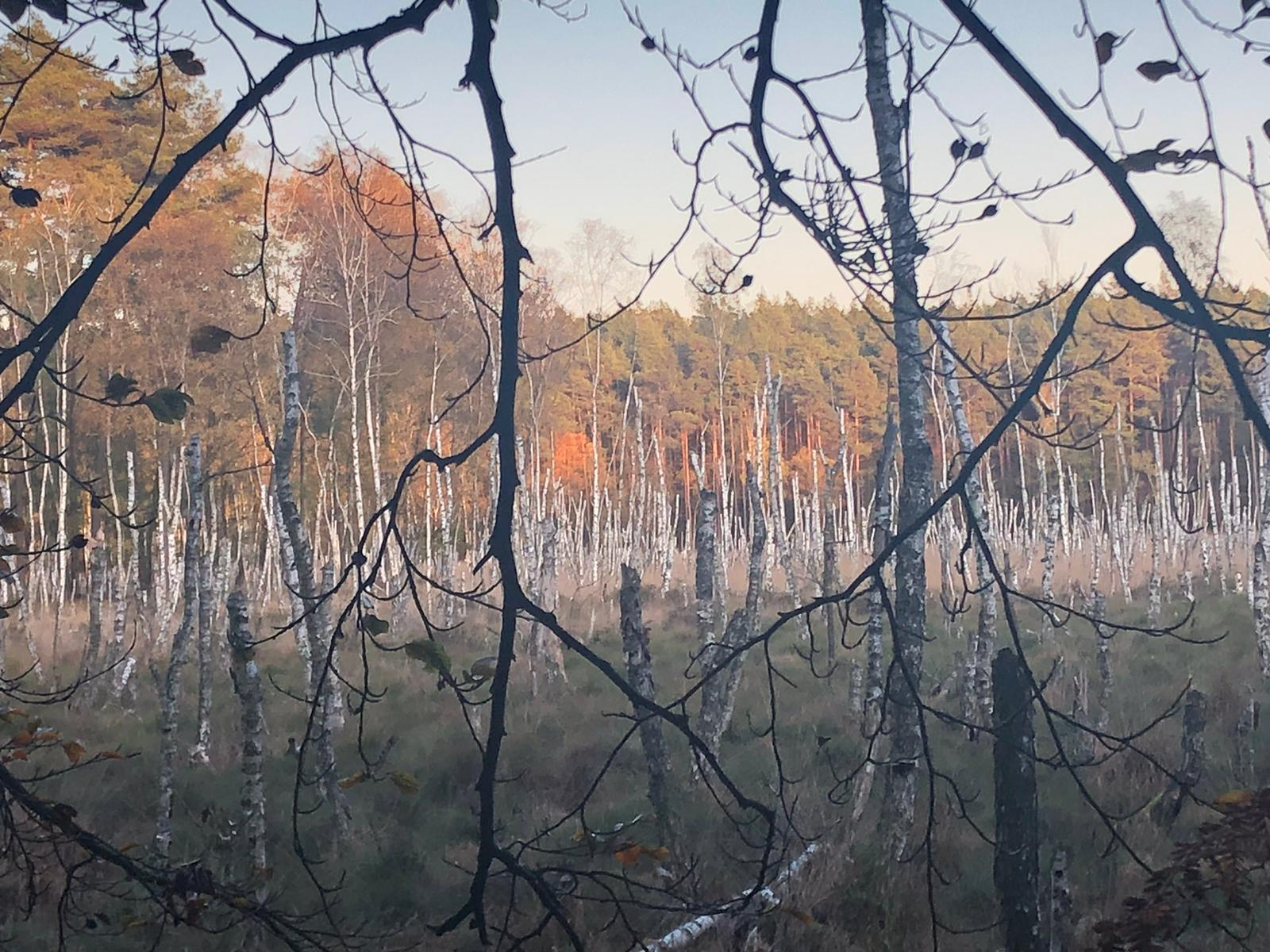
Zartwitzer Bruch

Von 1669 bis 1790 befand sich hier eine Waldglashütte. Darauf deuten noch heute Fundamentreste, Schlacke und bunte Glasscherben hin. Die Anlage war mehrere Hektar groß. Nachdem die Glashütte aufgegeben war, ergriff die Natur Besitz von den Flächen. Gegen Ende des 19. Jahrhunderts war die Lichtung fast wieder komplett bewaldet. In den 1880er Jahren wurden dann auf der verbliebenen Lichtung zwei Büdnerstellen, in dem für die Region typischen, roten Backstein, errichtet.
In den 1930er Jahren zogen Aussiedler aus Schillersdorf, die ihre Häuser wegen der Erprobungsstelle Rechlin verlassen mussten, hierhin. Aufgrund der abgeschiedenen Lage und der Beeinträchtigungen durch Truppenübungen der Roten Armee und später der DDR Staatsjagd wurde das Gebiet in den 1950er Jahren entvölkert.
In den 1960er Jahren entstand hier im Rahmen der LPG am Ufer des Landsees eine Entenfarm. Mitte der 1970er Jahre zogen die letzten Bauernfamilien fort. Die LPG verkaufte und verpachtete die Häuser in der sehr idyllischen Lage als Wochenend- und Ferienhäuser. Nach der Wende verbuschte die nicht mehr bewirtschaftete Fläche mehr und mehr. Durch die Haltung von Rauwolligen Pommerschen Landschafen ist es gelungen, den einmaligen Charakter dieser Kulturlandschaft wieder herzustellen.
Heute leben zwei Familien ganzjährig in Zartwitzer Hütte. Die Stimmung und das besondere Licht beschreibt der Teterower Kulturverein als „Worpswede-Ästhetik“.

## Verkehr und Infrastruktur

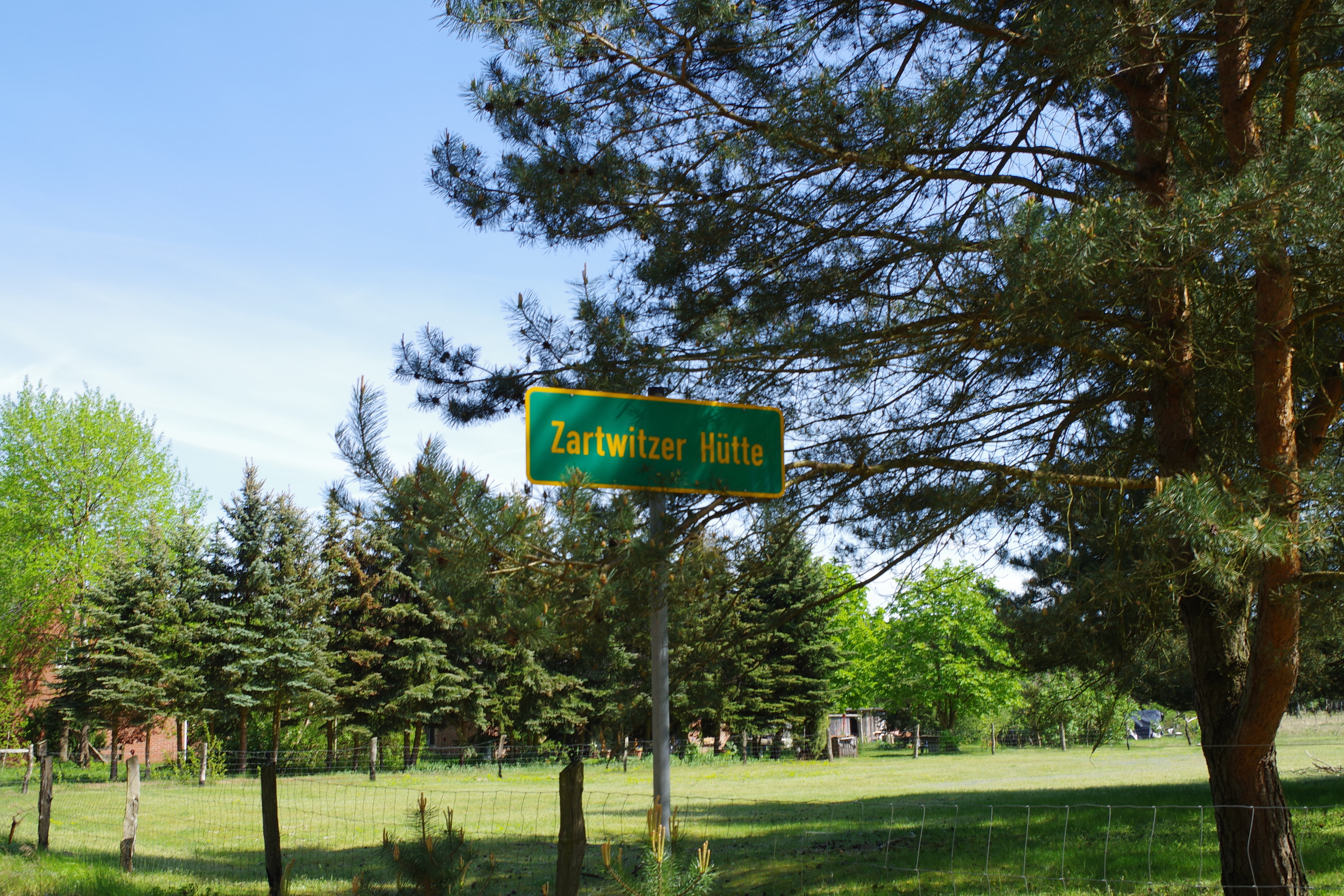
Zartwitzer Hütte von Westen

Aufgrund der besonderen Lage, in einem sensiblen Bereich des Nationalparks, ist Zartwitzer Hütte nur für Berechtigte mit motorisierten Fahrzeugen zu erreichen. Der Müritz rundum Bus hält bis zu 8 mal täglich an der Zartwitzer Kreuzung in 800 m Entfernung. Zartwitzer Hütte ist nicht ans öffentliche Wassernetz angeschlossen. Die Häuser haben eigene Brunnen zur Trinkwasserversorgung. Im Zuge des geplanten Breitbandausbaus in Mecklenburg-Vorpommern für ländliche Gebiete ist bis spätesten 2023 der Anschluss an ein Glasfasernetz mit 200 Mbit geplant.

## Denkmal
Eines der ehemaligen Büdnerhäuser wurde 1994 unter Denkmalschutz gestellt.